# Gabriele Valvassori
Gabriele Valvassori, född 21 augusti 1683 i Rom, död 7 april 1761 i Rom, var en italiensk arkitekt. Hans främsta arkitektoniska verk är fasaden till Palazzo Doria-Pamphili vid Via del Corso i Rom.

## Verk i urval
- Santa Maria della Luce i Trastevere (ombyggnad)[1]
- Santa Maria dell'Orto i Trastevere – högaltaret[2] samt sjukhusets fasad[3]
- Santi Quirico e Giulitta – restaurering[4]
- Palazzo Doria-Pamphili – östfasaden[5]
- Villa Pamphili – parken och dess portal[6]